# Неверово (Мышкинский район)
Неверово  — деревня Охотинского сельского поселения Мышкинского района Ярославской области .
Деревня расположена на небольшом окружённом лесом поле, между правым берегом Волги и федеральной автомобильной трассой Р104. К северо-западу от деревни на берегу волги находится причал паромной переправы, связывающей районный центр Мышкин находится к западу от деревни, напротив устья Юхоти на противоположном, левом берегу Волги. С трассой Р-104 Мышкин с правым берегом и федеральной трассой. Севернее Неверово на берегу реки Юхоть стоит деревня Коровино .
Деревня Неверова указана на плане Генерального межевания Рыбинского уезда 1792 года.
На 1 января 2007 года в деревне Неверово числилось 5 постоянных жителей . Деревню обслуживает почтовое отделение, находящееся в селе Охотино .